# Гербарій

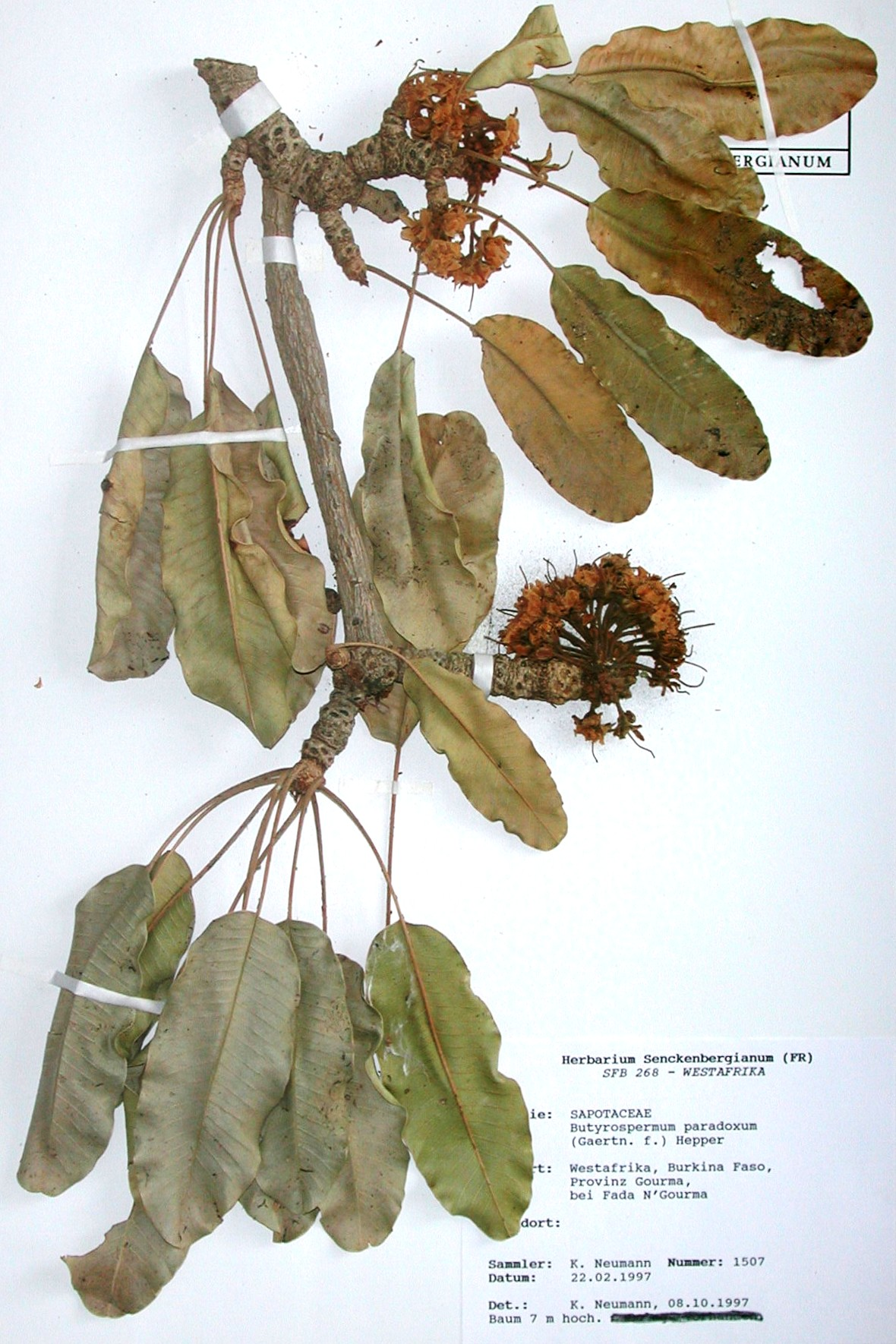
Гербарний зразок Вітелларії дивовижної (Vitellaria paradoxa) закріпленої на аркуші паперу, та її ідентифікаційний підпис

Гербáрій (лат. herbarium, herbarius, від herba — «трава, рослина»; в перекладі означає «травник»; у буквальному перекладі «стосовна до трав (книга)»), тра́вник — колекція спеціально зібраних засушених рослин, призначених для наукової обробки, навчання, або установи, що зберігають колекції засушених рослин і ведуть їх наукову обробку.
Гербарії дають можливість вивчати рослини, зберігати рідкісні екземпляри, які знаходять мандрівники в різних країнах.
Однією з основних функцій гербарію як наукової установи, на відміну від музею, є обмін гербарними зразками з метою забезпечення максимального представлення фіто- і мікорізноманітності в його фондах. У практиці гербарної справи існують такі способи накопичення матеріалів у колекціях: цілеспрямований збір зразків у природі під час експедицій, обмін дублетами між гербарними установами та отримання гербарних матеріалів як дарунка від приватних осіб.
Жодна наукова ботанічна установа не може обійтися без гербарію. Ні малюнок, ні фотографії не можуть дати кращого уявлення про рослину, ніж сама добре засушена рослина.

## Знамениті гербарії

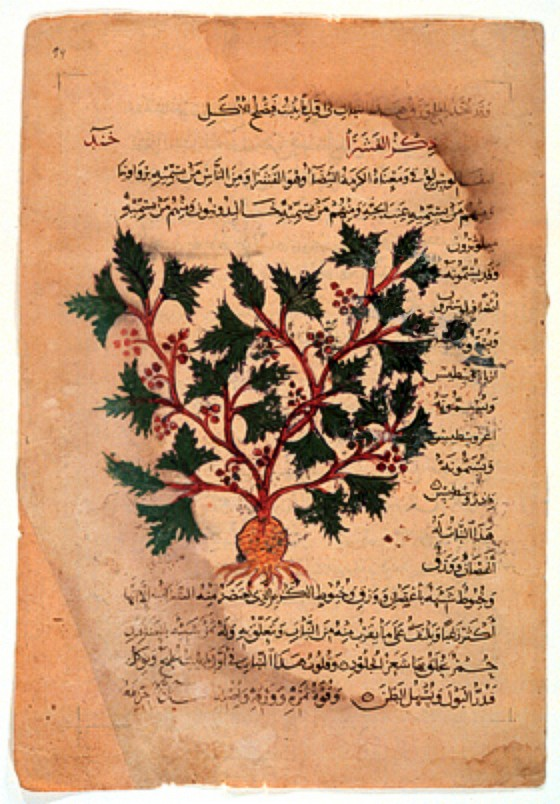
Аркуш в арабській копії «De Materia Medica» Діоскорида, (XIII століття)

З давніх часів любителі квітів та ботаніки, які вивчають рослини, замислювалися над питанням, як зберігати квітучі рослини на тривалий термін. І лише чотириста років тому Лука Гіні, професор в Болоньї (Італія), винайшов гербарій.
Один з найбільших в світі гербаріїв — понад 5 млн листів — знаходиться в Ботанічному інституті ім. В. Л. Комарова АН СРСР (Ленінград), і складається з п'яти мільйонів гербарних листів. В ньому зберігаються старовинні гербарії; гербарій Енса, лікаря імператриці Єлизавети, зібраний понад двісті років тому. Кожен лист його окантований фарбою із золотою смугою і має обкладинку з строкатими малюнками. На аркушах виписані цитати із книг, в яких описано цю рослину.
Там же зберігається гербарій лейб-медика Петра Першого — Арескіна. На аркушах цього гербарію нижня частина стебел прикрита накладками, вирізаними з червоного паперу у вигляді ваз.
Особливий інтерес становить гербарій, складений з сухих рослин, знайдених при розкопках гробниці єгипетського фараона Рамзеса Другого, чудово збереглися, попри те, що з моменту їх цвітіння минуло три тисячі років. Серед них легко розглянути єгипетський мак, волошка, верба. На одному аркуші засушені гірлянда квіток лотоса.
Московський державний університет налічує понад 600 тис. аркушів в його гербарію.
Основний Гербарій флори Середньої Азії зберігається в Середньоазійському державному університеті (Ташкент).
Великі за кількістю Гербарії є в Києві (близько 900 тис. листів), Тбілісі, Томську.
Найбільші Гербарії за межами колишнього СРСР є в Празі, Лондоні (гербарій Ліннея), в К'ю (близько 6,5 млн), Женеві (гербарії Декандоля і Буасьє — 4 млн), Парижі (6 млн, зокрема 1 млн листів спорових рослин), Вашингтоні, Відні.
Одним з найбільш захоплених гербаристів був відомий французький філософ і педагог Жан-Жак Руссо.
«Той, чий погляд відкритий для принад рослинного світу, не потребує численних книг, щоб зрозуміти їх красу; одна лише книга вимагає невпинного вивчення — це книга природи», — писав він.
Руссо написав спеціальне і в той же час поетичне керівництво по збору рослин — «Початкові листи з ботаніки» («Lett res elementaires sur la botanique»).

«Усі враження різних місцевостей і предметів, які я відчув під час своїх ботанічних поневіряннь, всі ідеї, викликані ними, — все це з колишньою силою воскресає в душі моїй при погляді на рослини, зібрані в тих місцях. Я більше не побачу їх, ці чудові ландшафти, ці ліси, озера, чагарники, ці скелі, ці гори, вид яких колись хвилював моє серце. Але мені достатньо розкрити гербарій, і все знову переді мною. Цей гербарій якби щоденник моїх мандрів, — з ним я ніби знову проробляю їх з новою насолодою. Тоді знову встають в моїй уяві картини, що колись полонили мене: луки, ліси, озера, усамітнення і перш за все мир і спокій, які я відчував серед них».

## Як збирати
Для гербарного зразка потрібно: наявність (у трав'янистих видів) підземних органів, належна збереженість рослин, визначені розміри і етикетка (місце знаходження, місце поширення, час збору, прізвище колекціонера).
Коріння рослин часто проникають в глибокі шари ґрунту, утворюючи дрібні розгалуження Тому їх збирають так, щоб чітко було видно основні риси будови кореневої системи у викопаної для гербарію рослини. Викопані рослини мають бути збереженими у свіжому вигляді до моменту укладки їх в гербарний папір. Найкращим є вкладати рослини відразу ж на місці в гербарні аркуші, для чого необхідно мати з собою папку або прес з достатньою кількістю гербарного паперу. Папка в найбільш простому випадку являє собою два картони 48х32 см, з'єднаних між собою продітою через розрізи тасьмою, чотири кінці якої можуть попарно зав'язуватись. Гербарним папером може служити будь-який непроклеєний папір: газетний, обгорточний, промокальний.
Пошкоджені рослини не збирають, оскільки паразитуючі грибки чи комахи зумовлюють деформацію рослини. Збору підлягають не ушкоджені рослини, якщо тільки метою не є створення спеціального гербарію для вивчення паразитичних грибів або викликаних комахами захворювань рослин (галів). Збирати краще в суху погоду, оскільки тоді рослини швидше висихають.

## Виготовлення гербарію

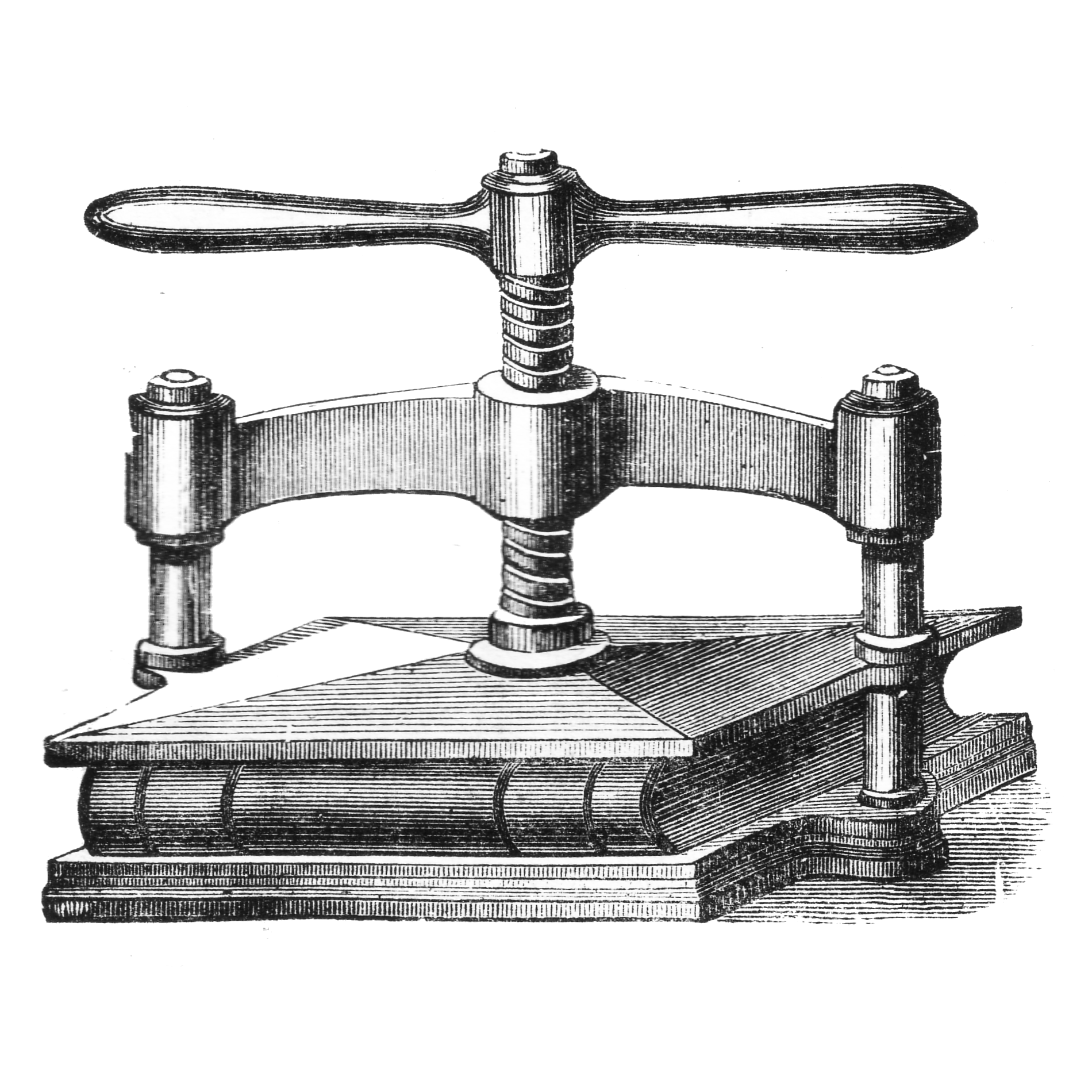
Гвинтовий прес, зазвичай використовуються для виготовлення книг. Може бути використаний при виготовлення зразка для гербарію

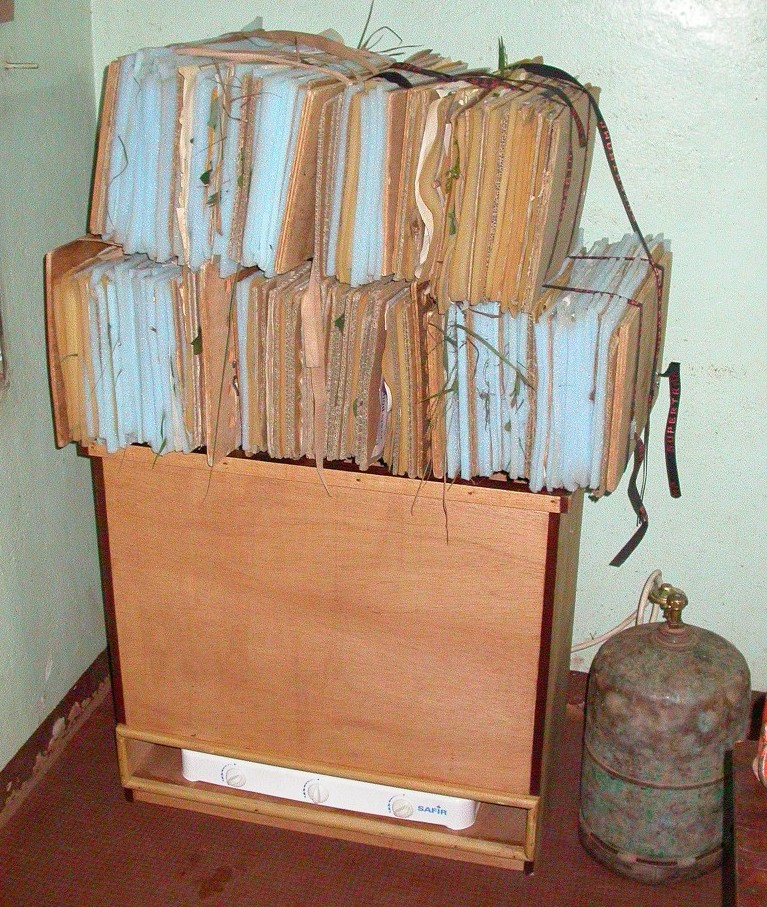
Піч для сушки гербаріїв з газовою плитою і дерев'яною рамою в університеті Уагадугу (Буркіна-Фасо). На печі сушаться зразки в так званому «ботанічному пресі».

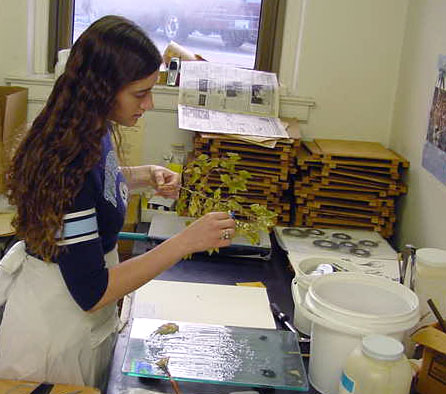
Підготовка зразка для установки на аркуші паперу.

Слід робити гербарій з великих листів щільного паперу розміром 35x25 або 30x20 сантиметрів.
Рослину для гербарію викопують у квітучому стані разом з коренем і кладуть її між листами газетного паперу під прес (сплющують). У перші дні рослини перекладають, розправляючи їх і підміняючи вологий папір сухим. Іноді рослини, покладені між листами, пропрасовують гарячою праскою.
Найголовнішим прибором, який застосовують для сушки рослин, є ботанічний прес. В найпростішому випадку він складається з двох дерев'яних рамок, на яких натягнута металічна сітка. Розмір ботанічного преса має бути дещо більшим гербарного аркуша. Пачка з рослинами закладається між двома решітками і сильно стягується мотузкою або ременями. Оскільки рослини при висушуванні віддають багато вологи, то між окремими гербарними аркушами поміщують гербарну прокладку (наприклад, нещільних і доволі товстих сукон). Момент закінчення сушіння легко встановлюється за такими ознаками: суха рослина не вигинається і робиться ламкою, при прикладанні до губ вона здається теплою (ще недосохша рослина, яка містить вологу, здається холодною). При сушінні на сонці рослини псуються (чорніють).
Висушену рослину наклеюють клейстером на аркуш паперу (стебла приклеюють тонкими смужками паперу) і роблять надпис: назва рослини (українську і латинську — наукову), родина, до якої вона належить, де, коли і ким знайдено і ін.
Звичайний гербарій дає повне уявлення про загальний вигляд рослини, але не дає повного уявлення про будову рослини, —- тому поряд з ними виготовляють такі гербарії, які дозволяють детальніше вивчити рослину і її будову. На висохлій рослині важко розглянути будову квітки, стебла або плода. Тому засушують не тільки цілу рослину, але і окремі її частини: зрізи стебла, кореня, плоду, чашолистки, пелюстки, тичинки і маточку.
Будову плодів представляють у вигляді зрізів. Недозрілий плід томату, бобу, огірка, невелике яблуко розрізають навпіл і безпечною бритвою роблять тонкий зріз. Такі зрізи роблять з двох однакових плодів: один поперечний, інший поздовжній. Щоб соковиті зрізи не зіщулилися при засушуванні, їх накладають на попередньо проклеєний і висушений папір. Для проклейки використовують розчин желатину, столярного клею, вишневий клей або клейстеру. Зріз плода виділить сік і приклеїться до паперу. Папір зі зрізами кладуть під прес. Коли зріз висохне, папір навколо нього обрізають і зріз наклеюють на гербарний аркуш. Таким же чином роблять зрізи (поперечний і поздовжній) як стебел, так і коренеплодів (моркви, ріпи, буряка, редиски). В інших випадках окремі частини рослини (чашолистки, пелюстки, тичинки, маточку, зрізи стебла, кореня, плода) засушують між листками промокального паперу в книжці, і після цього наклеюють на гербарний аркуш поряд з цілою рослиною. Наклеюють рядами: чашелистки, пелюстки, тичинки, маточку, або кругами, як діаграму квітки. Частини квітки обводять рамкою і в деяких випадках прикривають підклеєним з однієї сторони аркушем паперу або целофану.
Інколи, на окремих аркушах гербарію виконують всі стадії розвитку квітки і плоду, з розрізом квіткового бутона, квітки і плодів у різних фазах розвитку. При складанні гербарію деревних рослин беруть гілочки з листям, квіти, плоди, насіння, шматочок кори і тонкі (поперечний і поздовжній) зрізи невеликого стволика. У хвойних дерев роблять тонкий поздовжній зріз середини шишки.

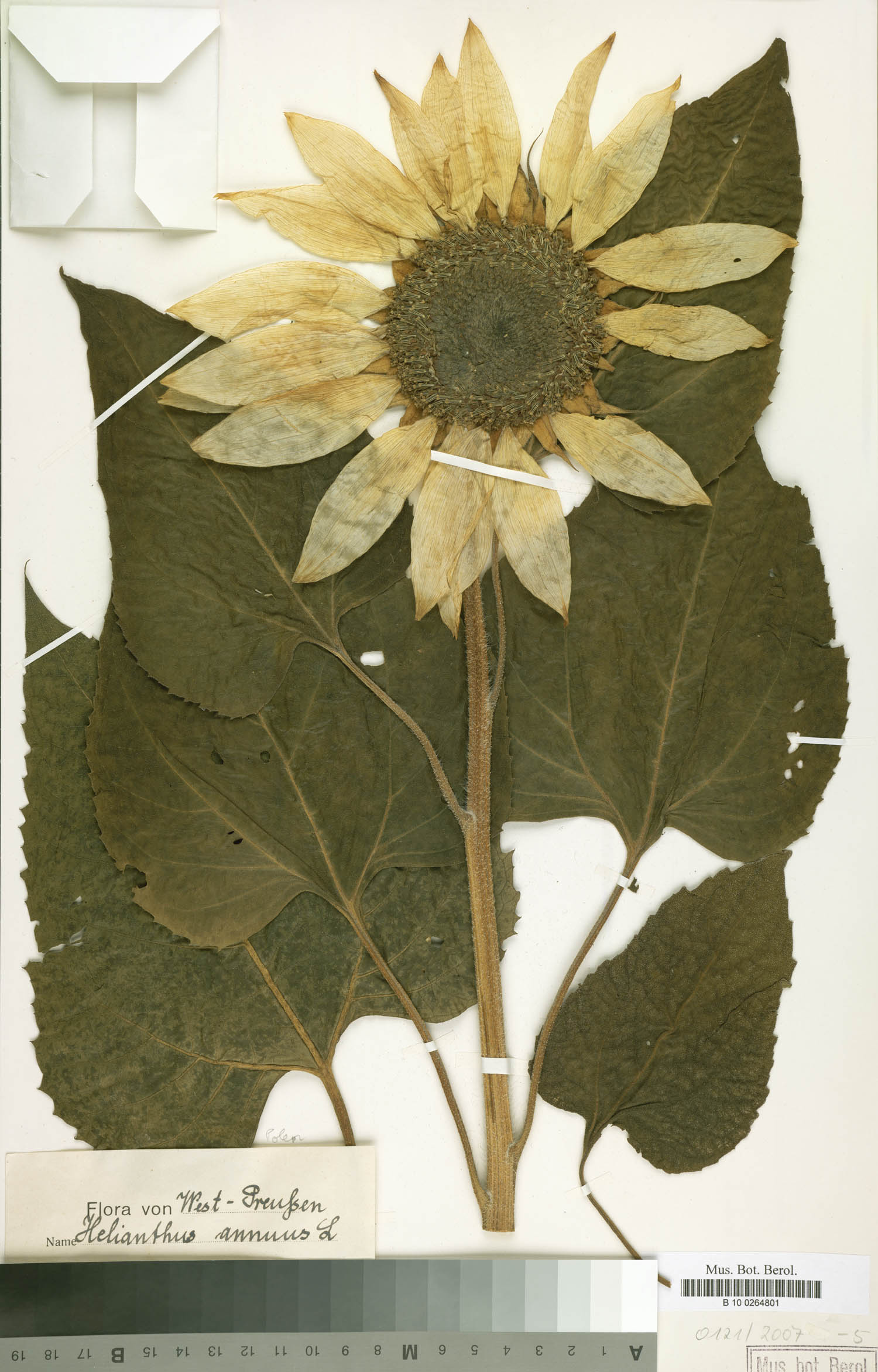
Соняшник однорічний (лат. Helianthus Annuus) на аркуші гербарію
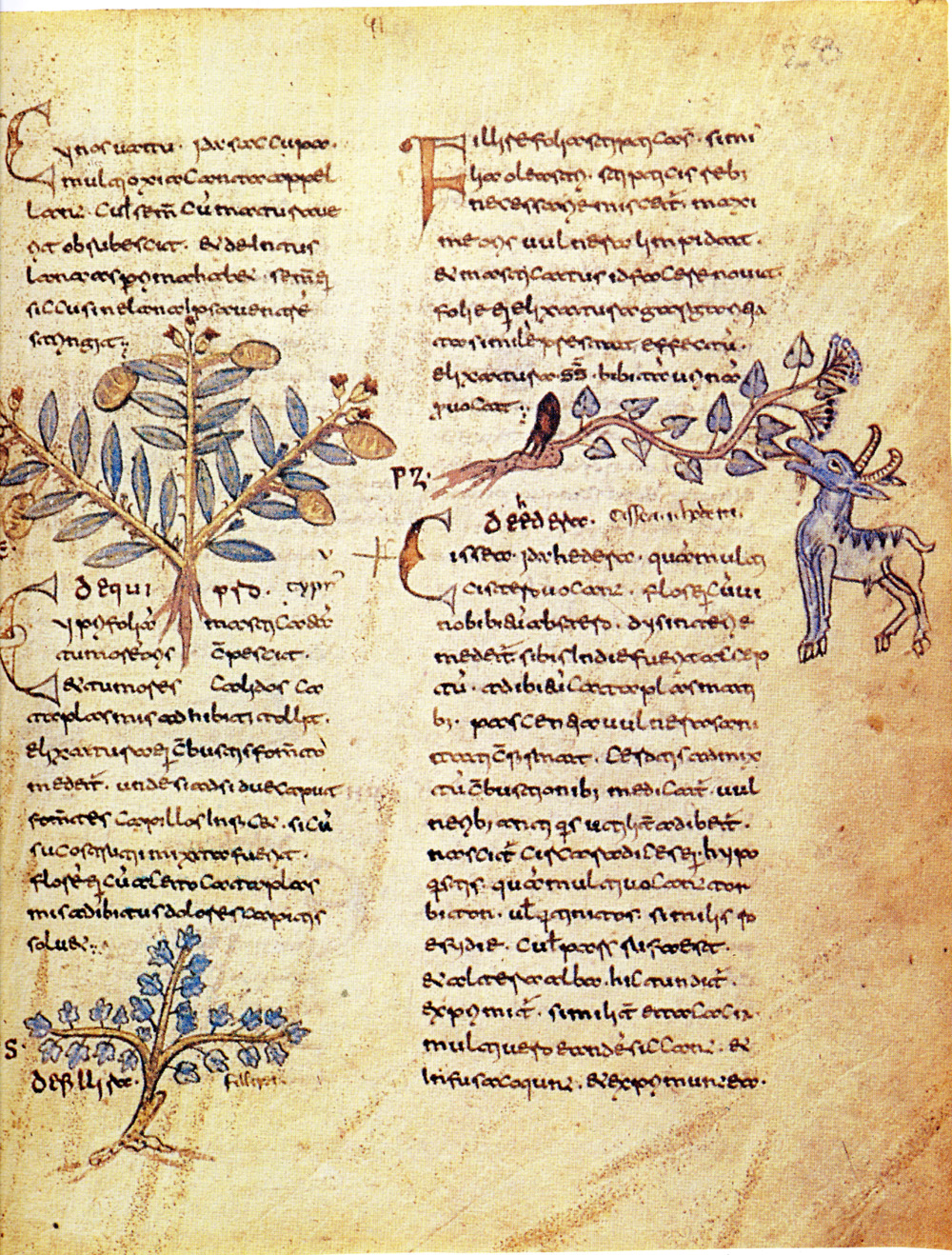
Діоскорид (найелементарніші ілюстрації), Х ст.
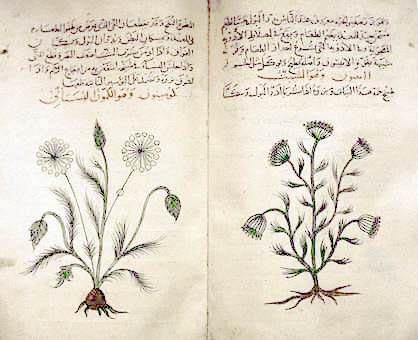
Сторінки гербарію Діоскорида «De Materia Medica» XIV ст. Арабська копія опису цілющих властивостей рослин

## Засушування рослин для збереження їх форми. Скелети рослин
Значний інтерес становить засушування рослин при збереженні їх форми (без сплющування під пресом). Найбільший інтерес становить збереження форми квіток.
У високу коробку, насипають на дно чистого сухого дрібного піску (простерилізованого прожарюванням). Встромлюють корінь або стебло рослини в пісок і обережно засипають піском всю рослину так, щоб пісок проник в усі заглиблення. Коробку з рослиною, засипаною піском, поміщують на сонці або в теплому місці (на піч). Через добу-дві рослина висохне. Щоб не пошкодити тонких пелюсток квіток, роблять у дні коробки невеликий отвір, через який поступово висипають пісок.
М'яким пензликом струшують піщинки, приклеюють стеблинку до підставки (на пробку з підклеєним шматком картону) і накривають від пилу скляним ковпачком (баночкою, або скляним ковпачком від перегорілої електричної лампочки і тд.).
Сухі квіти краще не ставити на яскраве світло, так як вони швидко вигорають.
Засушивши різні польові квіти, можна потім скласти з них букет.
Суцвіття складноцвітих і особливо головки з плодами, що здуваються, перед засушуванням слід проклеїти слабким розчином столярного клею. Тонким пензликом злегка змочують основу квіточок, які відстають пелюсток і плодики.

Губка з люфи

Щоб вберегти від осипання хвою, гілки хвойних дерев перед засушуванням опускають на п'ять хвилин у гарячу роду з невеликою кількістю столярного клею.
З рослин можна зробити скелети. Старі коріння редису, редьки, ріпи, що дали стебла з квітками, кладуть в банку з водою. Коли вода почне неприємно пахнути, її змінюють. Через кілька днів м'якоть кореня згниє. Гниль відмивають і очищають щіткою. Таким чином одержують скелет кореня. Цим способом можна отримати скелет стебла кукурудзи або загиблого кактуса.
Дуже гарні й різноманітні скелети у листя. Опале листя восени тримають у воді до згнивання м'якоті. Потім їх промивають і висушують. Залишки м'якоті вибивають щіткою.
Деякі плоди також дають скелети; прикладом може служити плід люфи, яку використовують як мочалки в лазні.

### Об'ємне засушування гілок з листям
Для об'ємного засушування гілок з листям (дуб, барбарис, чорноплідна горобина) використовують розбавлений гліцерин (1 частина гліцерину та 2 частини теплої води). Очищені й розщеплені кінці свіжих гілок (зрізати їх ліпше наприкінці літа) неглибоко занурюють у банку з розчином на місяць, раз на тиждень поновлюючи зріз. За цей час вони стануть темнішого кольору з матовим полиском. Після такої обробки рослини не втрачатимуть еластичності протягом кількох років.

## Зберігання і використання гербарію

### Облік. Каталоги і путівники
Завданням природничомузейних баз даних є накопичення, зберігання та оперативний пошук інформації про окремі натуралії, колекції і науково-допоміжні матеріали. Інформація про музейні пам'ятки природи, занесена в бази даних, служить фактичним матеріалом для наукових досліджень, у тому числі ведення науково-природничого моніторингу, дозволяє визначати повноту і репрезентативність музейних колекцій, що становить основу складання програм і планів їх комплектування, використовується для побудови постійних і тимчасових музейних експозицій (стаціонарних і пересувних виставок), публікації каталогів та у різноманітних Інтернет-проектах.

## Список важливих гербаріїв
Багато університетів, музеїв та ботанічних садів підтримують гербарії. Також гербарії виявилося дуже корисним як джерела рослинних ДНК для використання у систематиці та молекулярній філогенетиці.
Усі гербарії світу незалежно від їх відомчої приналежності реєструються в міжнародній базі даних «The Index Herbariorum» [Архівовано 28 грудня 2009 у Wayback Machine.]. Їм присвоюється акронім — унікальний буквений код, складений з однієї — шести букв англійського алфавіту (наприклад, K, MW, MHA, SYKO). Скорочені назви гербаріїв використовуються як універсальні посилання на місце зберігання гербарних зразків, цитованих в ботанічних наукових працях. У «Індексі» на 2013 рік налічується 3293 гербаріїв з 168 країн, в яких працює більш як 10 тисяч ботаніків.
Гербарій Інституту ботаніки ім. М. Г. Холодного НАН України (Національний гербарій України, KW) — найбільша гербарна колекція нашої держави і друга після Гербарію Ботанічного інституту ім. В. Л. Комарова РАН (LE) на теренах Східної Європи. Його фонди налічують понад 2 млн одиниць зберігання.